# Nilpotent matris
Inom  matematiken är en nilpotent matris en kvadratisk matris {\displaystyle M} sådan att {\displaystyle M^{k}=0} för något positivt heltal k.

## Exempel
Matrisen
{\displaystyle A={\begin{pmatrix}0&1&0\\0&0&1\\0&0&0\end{pmatrix}}}
är nilpotent eftersom {\displaystyle A^{3}=0}:
{\displaystyle A^{2}=A\times A={\begin{pmatrix}0&0&1\\0&0&0\\0&0&0\end{pmatrix}}}
{\displaystyle A^{3}=A\times A^{2}={\begin{pmatrix}0&0&0\\0&0&0\\0&0&0\end{pmatrix}}}

## Egenskaper
Låt {\displaystyle M} vara en {\displaystyle n\times n} nilpotent matris.
- För det minsta talet {\displaystyle k} sådant att {\displaystyle M^{k}=0} gäller att {\displaystyle k\leq n}.

- {\displaystyle M}:s alla egenvärden är noll, för om {\displaystyle \lambda } är ett egenvärde till {\displaystyle M}:

{\displaystyle M\mathbf {x} =\lambda \mathbf {x} }
så gäller att
{\displaystyle M^{2}\mathbf {x} =MM\mathbf {x} =M\lambda \mathbf {x} =\lambda M\mathbf {x} =\lambda ^{2}\mathbf {x} }
och i det generella fallet (genom matematisk induktion) att
{\displaystyle M^{k}\mathbf {x} =\lambda ^{k}\mathbf {x} }.
Men, då {\displaystyle M^{k}=0} är vänsterledet noll, och alltså måste 
{\displaystyle \lambda ^{k}=0\Rightarrow \lambda =0}.
Detta innebär att {\displaystyle M}:s determinant och spår är noll, samt att {\displaystyle M}:s sekularpolynom är {\displaystyle \lambda ^{n}}